# Alberto Buccicardi
Alberto Buccicardi Ferrari (Santiago, Chile, 11 de mayo de 1914-8 de diciembre de 1970) fue un periodista,abogado, futbolista y entrenador chilenode Universidad Católica y Deportes La Serena. 
Como jugador se desempeñó entre 1939 y 1945 en Universidad Católica, aunque sería su labor técnica y periodística el aspecto más destacado de su vida profesional.

«Si un muchacho debuta en Primera División, es porque es bueno; seria el colmo que además de joven fuera malo»

Fue editor de la Revista Estadio

## Trayectoria como entrenador
Alberto Buccicardi dirige a la UC en tres periodos, (1941-1942) (1949-1950) y (1958-1959). 
Fue el entrenador en 1949 del primer equipo campeón en la historia de Universidad Católica. En esa temporada dirigió jugadores ampliamente reconocidos como José Manuel Moreno y Sergio Livingstone, a los que adiciona visionariamente talentos formados en el semillero del club como Fernando Riera, Raimundo Infante y Andrés Prieto entre otros.
En 1950 obtiene el Torneo Internacional de Pascua en Cataluña, siempre a cargo de Universidad Católica, y utiliza la base del equipo cruzado para la selección chilena en la Copa Mundial de 1950.
En el mundial se habló de su fútbol en la selección chilena pues experimentaba con un fútbol directo con pases certeros por el centro del campo rompiendo la línea contraria de los tres centrales en el sistema WM. Por tanto, el fútbol que proponía Buccicardi era de estilo más europeo, muy lejano del estilo que posteriormente trascendió en Chile, que busca por los costados, esconde la pelota y con paciencia busca el gol. El fútbol de Buccicardi, era más simple, pero también táctico y ofensivo. 
En 1956 dirige el Deportes La Serena ganando el título de Segunda División en 1957 ascendiendo a Primera División de ese año y al año siguiente vuelve a la UC llegando a la primera final de la Copa Chile en 1958 con el enfrentamiento entre Colo-Colo y Universidad Católica, que terminó con un empate 2-2, marcador que se mantuvo tras jugarse dos períodos complementarios de quince minutos cada uno, en donde Colo-Colo fue declarado campeón, porque obtuvo mejor promedio de goles a lo largo del torneo.
Tras salir de la dirección técnica, Buccicardi se dedicó al periodismo deportivo en el Diario Ilustrado y en la revista Estadio, de la cual fue su editor y donde firmaba bajo los pseudónimos «Albudi», «Brabante», «Borax» y «A.B.F.».
Murió el 8 de diciembre de 1970 y desde 2009 la cancha donde entrena Universidad Católica lleva su nombre en honor al primer DT campeón de La Franja.

### Participaciones en Copas Mundiales
| Mundial              | Sede   | Resultado     |
| -------------------- | ------ | ------------- |
| Copa Mundial de 1950 | Brasil | Primera ronda |

## Palmarés

### Como entrenador

#### Torneos nacionales oficiales
| Título           | Club                 | País  | Año  |
| ---------------- | -------------------- | ----- | ---- |
| Primera División | Universidad Católica | Chile | 1949 |
| Segunda División | Deportes La Serena   | Chile | 1957 |

#### Otros torneos nacionales
| Título                          | Club                 | País  | Año  |
| ------------------------------- | -------------------- | ----- | ---- |
| Torneo de Consuelo del Apertura | Universidad Católica | Chile | 1949 |